# Karl Schmid
Karl Schmid (10 de mayo de 1914-13 de agosto de 1998) era un artista suizo activo desde los años treinta a los años noventa del siglo XX. Fue pintor, escultor, grabador, ilustrador, profesor y diseñador gráficos.

## Biografía

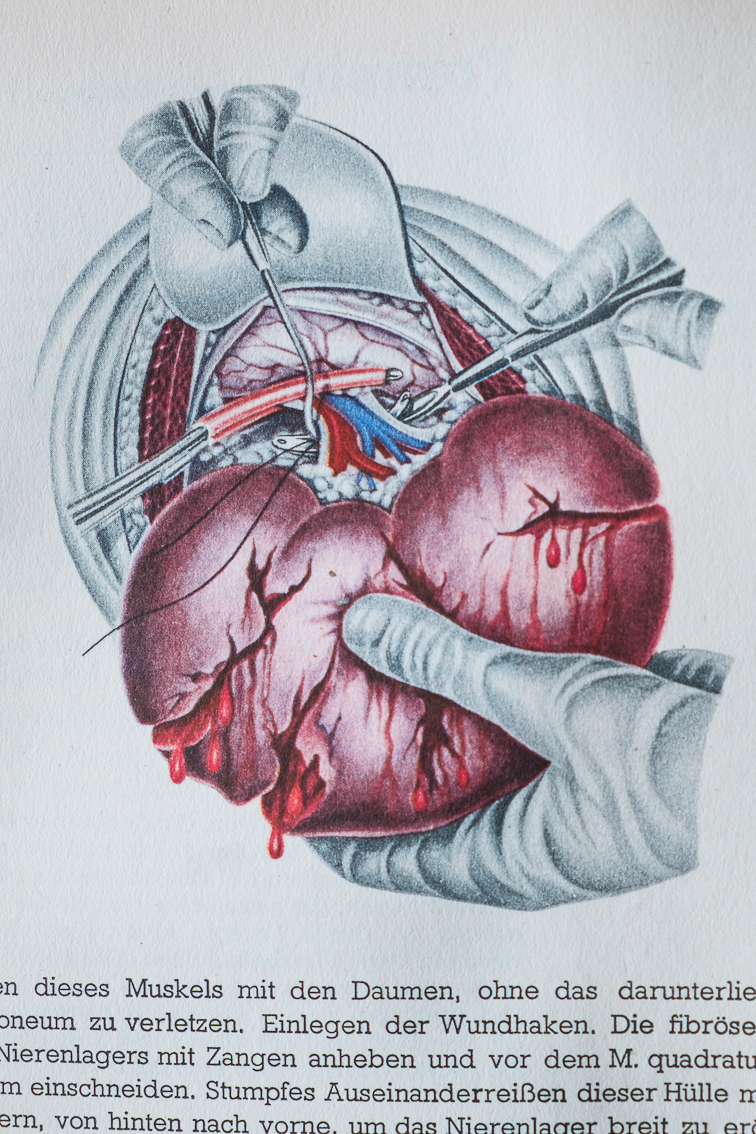
K.Schmid 1940s Ilustración de Ciencia. Fuente de imagen: Asesor-mémoire d'intervenciones urgentes “Siegfried” par le Prof. Charles Perret, Montreux, 1947

Schmid nació en Zürich. Su padre, que era de origen judío falleciò en la Primera Guerra Mundial. La madre, permanecià en condiciones de extrema pobreza, sufrià de epilepsia y esquizofrenia; cada vez que era hospitalizada, Karl era enviado a un orfanato, donde pasò gran parte de su infancia y de su adolescencia.
Schmid ha frecuentemente soñado de devenir un cirujano médico, pero también demuestra una pasión por el tallado en madera, el cual practicò a través de un aprendizaje como ebanista y carpintero. Este formación artesana será decisiva para todo su trabajo. 
Asiste a una escuela secundaria nocturna y a algunos cursos avanzados en la Escuela de Artes y Oficios. Schmid utilizò parte de su tiempo libre en la biblioteca pública en Zúrich, donde  lee aproximadamente todo, con una predilección para literatura y, sobre todo, arte. Durante sus años formativos  conoció a artistas como Oskar Kokoschka y Ernst Ludwig Kirchner.
Schmid y Kirchner se conocieron en Davos, en un sanatorio para tuberculosis, una enfermedad qué, en el tiempo, ellos ambos adolecieron. "...Su enfermedad mutua, pero aún más así que su entusiasmo común para un concepto expresivo nuevo de arte, les trajo más junto, y pronto se desarrolló una amistad profunda." En 1932, Schmid atendió las conferencias de Paul Clairmont (profesor de cirugía en la Universidad de Zúrich) como un auditor. Clairmont se fija en el joven que dibuja concentrado en el aula, aprecia su trabajo y lo contrata como ilustrador quirúrgico, el primero de la Universidad de Zúrich. De 1932 a 1941,  hace ilustraciones para publicaciones científicas.
Alrededor de aquel tiempo, Schmid también se casa con Erika Bilfinger (psiquiatra). De su unión,  nacieron dos niños.
Sus dibujos científicos cogieron la atención de Walter Gropius, uno de los cofundadores del Bauhaus. Gropius invitó Schmid a los Estados Unidos, para enseñar en la escuela de Licenciado de Harvard de Diseño. También a través de Gropius, Schmid recibe una propuesta de Disney como ilustrador para una película animada. Todavía, cada vez rechazará la invitación por motivos familiares.
Gropius más tarde introduce Schmid a Johannes Itten, director del Zürcher Kunstgewerbeschule – la Escuela de Zúrich de  Artes aplicadas (ahora la Universidad de las Artes en Zúrich). Itten Le quiere contratar como profesor.
En 1944, Schmid forma la clase de dibujo científico, una de las primeras de su tipo, donde impartirá clases hasta 1971.

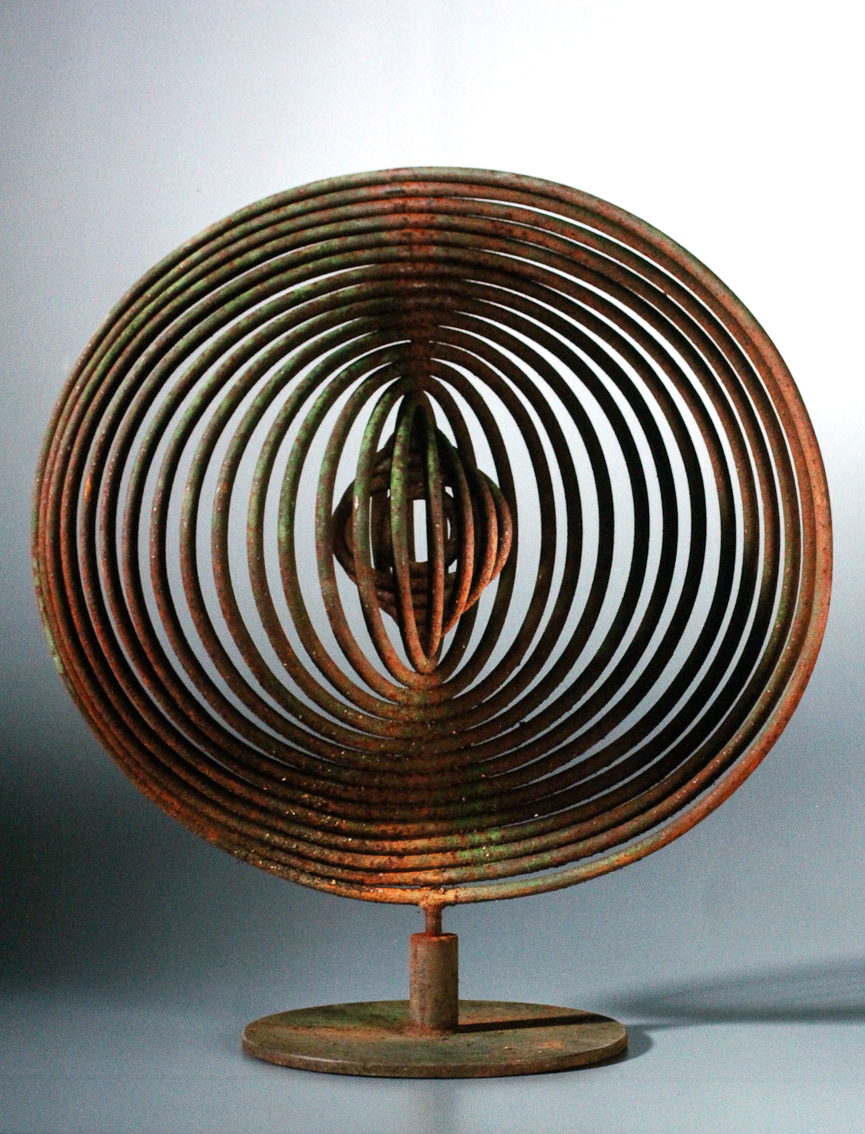
K. Schmid – Untitled (datado: 1970s) – Oxidised escultura de hierro, 145 x 45 cm

Schmid se muda con su familia al distrito de Seefeld en Zúrich. Gracias a su seguridad financiera a través de su trabajo en la escuela,  puede permitirse tener su primer estudio de arte, en el establo anterior de Villa Herold, en el Klausstrasse.
En la primavera de 1944, Schmid conoció Hans Arp por primera vez en Zúrich, en la casa de algunos de sus amigos coleccionista de arte. En ese momento Arp sufría la desaparición de su primera esposa, Sophie Taeuber-Arp , quien murió un año antes en un accidente en la casa de Max Bill , donde ambos eran invitados. 
Más tarde, Max Bill acompañaría Arp al estudio de Schmid, en un intento de ayudar su amigo a vencir su depresión a través de proyectos artísticos nuevos. Desde entonces, se ha establecido una relación de amistad y colaboración entre Schmid y Arp que durará toda la vida. Schmid preparará relieves de madera, grabados en madera y el libro de artista Elemente (Elementos) para Arp.
En 1956, Schmid era también a cargo de un curso preparatorio en la Escuela de Aplicó Artes: el Vorbereitungsklasse.
En 1962,  se mudó a su casa de estudio en Gockhausen. Allí,  organiza un entorno diferente para cada tipo de oficios: pintura, escultura en madera, técnicas de grabado, incluso un taller de herrería, donde creará la mayoría de sus obras en hierro y bronce de los años 70 y 80. 
Su exposición antológica única tiene lugar en 1965, en el Helmhaus, y exhibe sus trabajos junto con aquellos de su alumnado: "Karl Schmid und seine Schuler" (Karl Schmid y su alumnado).
Del 60 en adelante, consigue muchas comisiones  en el campo de intervenciones artísticas para arquitectura. Esto implica la creación de murals en escuelas, edificios público y privados en Zúrich, Zug, Grisones e Ticino.
En 1971, a la edad de 57,  se retira temprano de la docencia a causa de la enfermedad qué llevaba padeciendo desde algún tiempo empeoró, aun así nunca de producir una gran cantidad de obras, entre ellas murales de arquitectura.  En la última parte de su vida, Karl se irá aislando cada vez más: “...Finalmente, los largos años en los que se retiró de todos sus amigos para cumplir su misión artística, que lo llevaron a una soledad sin límites."
Schmid murió el 13 de agosto de 1998, en el Neumünster hospital en Zúrich. Su tumba se encuentra en el cementerio Friedhof Üetliberg.

## Patrimonio artístico

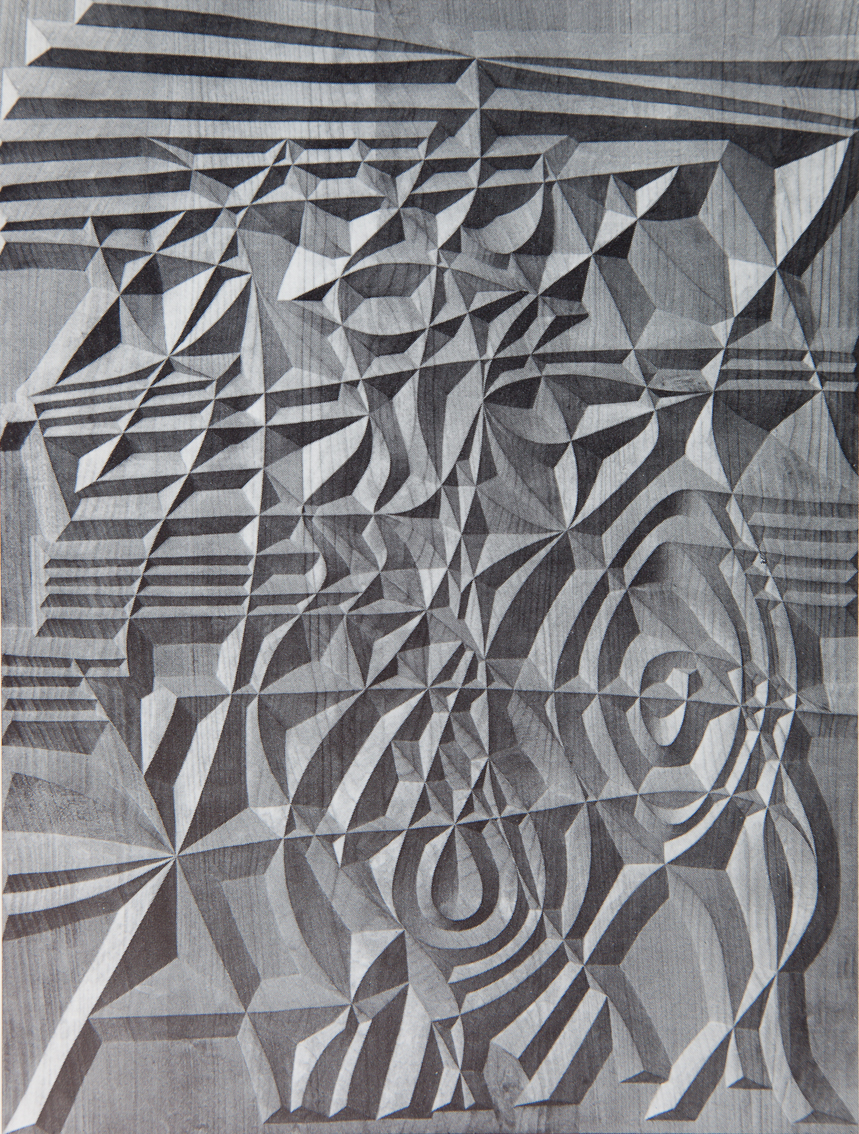
K.Schmid Dado LustmÅhle im Kanton Aargau – “El molino de placeres en el lado de Aargau” (datado: 1960s) – alivio de madera de la Cereza.

Karl Schmid  oeuvre consta de dibujos, litografías, xilografías, impresiones de tejido, pinturas al óleo, acuarelas, tapices, bas-alivios, madera, esculturas de piedra y de hierro, pinturas de pared y relieves arquitectónicos.

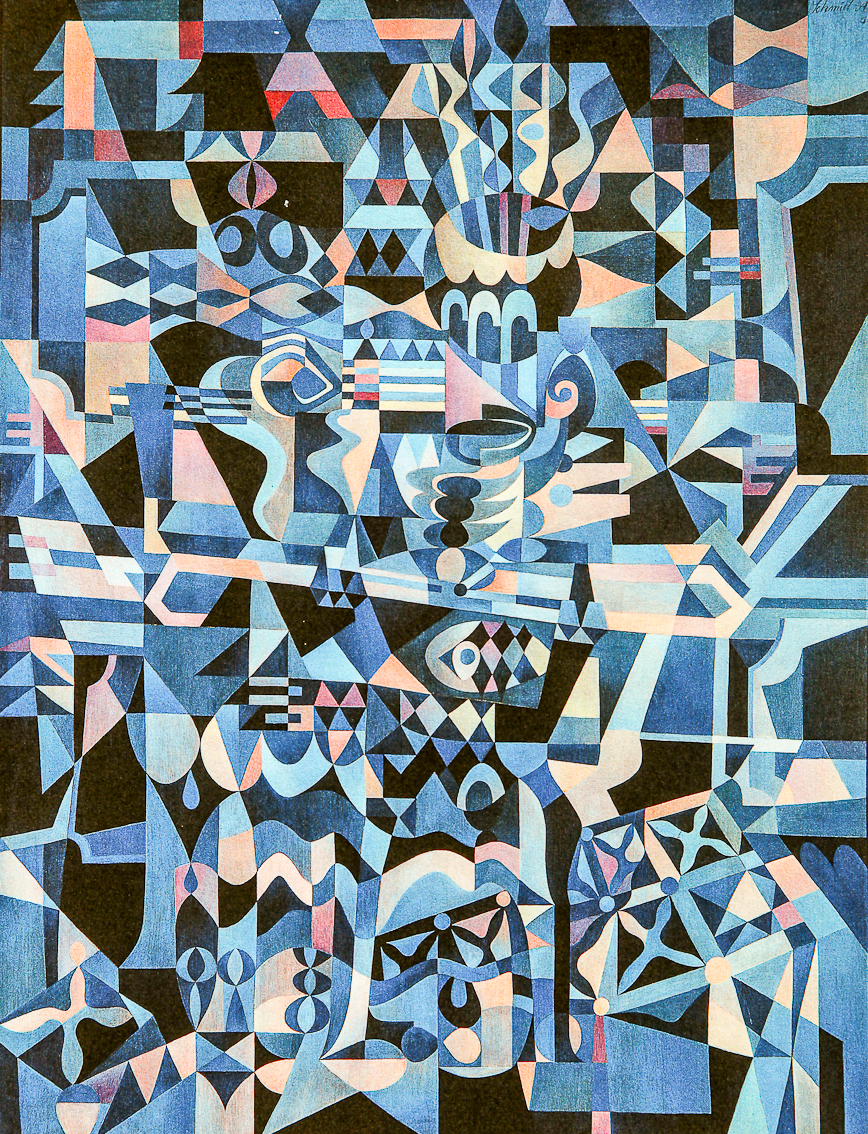
K.Schmid Der geteckte Tisch – “La mesa de conjunto”, 1955 – pintura Preparatoria para tapiz

“El arte de Karl Schmid abarca desde el trabajo estrictamente naturalista (ilustraciones científicas) hasta la composición abstracta "."
“ Conoce el dominio de las más diversas técnicas gráficas, su obra se extiende sobre un amplio abanico de materiales y, sin embargo, es innegable que el dibujo tiene para él la máxima prioridad ”.

### Obra de arte urbana
“Karl Schmid era un maestro de la empatía con con arquitectura moderna”.
A finales de los años setenta, el ETH (Escuela Politécnica Federal de Zúrich ) le quiere dar un título honorífico en arquitectura, pero le rechaza. 
Crea murals en escuelas, público y edificios privados en los lados de Zúrich, Zug, Grisons y Ticino.

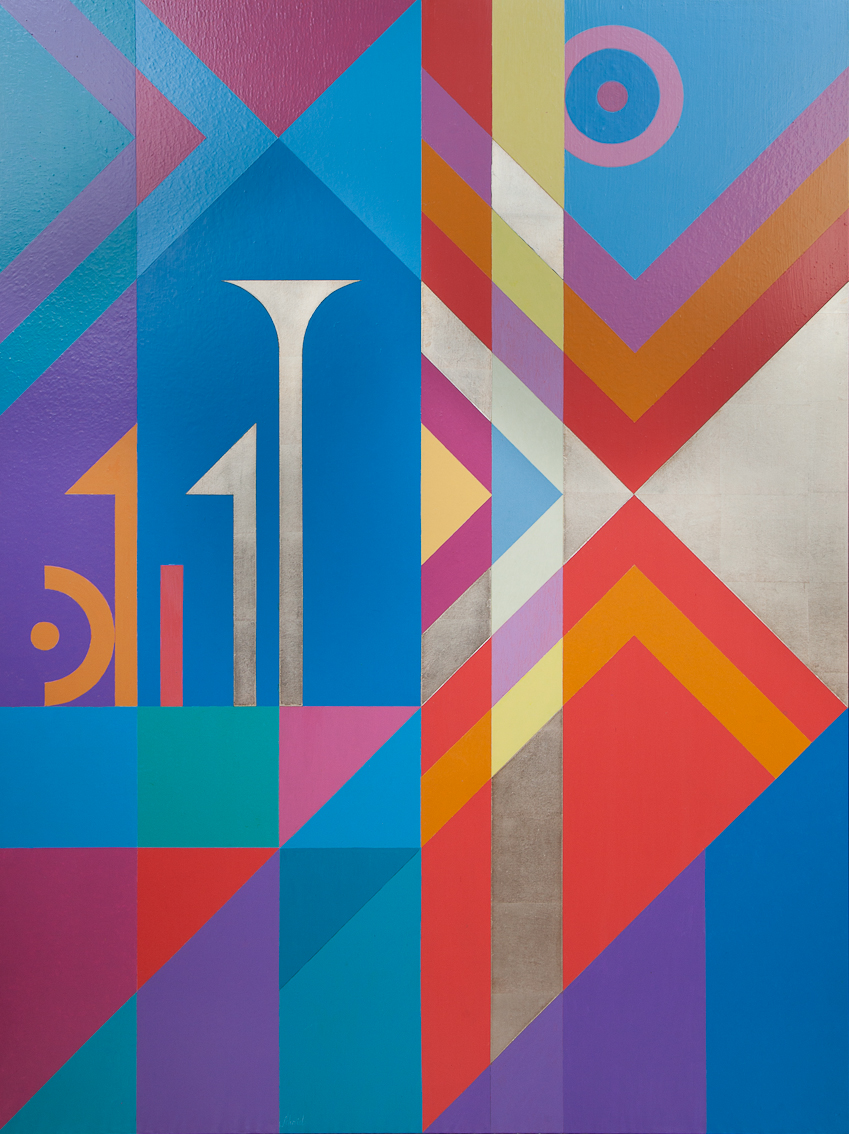
K.Schmid – Untitled (datado: 1980s) – pintura de madera Acrílica, 120 x 80 cm

Algunos de sus contribuciones artísticas más importante (en Suiza):
- 1965–66	Preescolar "Altbach", Brüttisellen (ZH) – mural pintura
- 1965–67	Schulhaus Gutschick, Winterthur(ZH) – 1965, jardín de símbolos, alivios de roble (atrio-piso de tierra), 1967 mural pintura (entrada externa)
- 1966		Residencia de Ancianos Neubühl ZH-Wollishofen Zúrich (ZH) – Dämmerung (Crepuscular), mural  pintura (escalera), direccional señalando, hecho de hierro (atrio por entrada principal), mural pintando con señales de zodíaco, 12 señales del zodíaco, hierro mural alivios (uno para cada balcón por historia, 12 historias en totales)
- 1967		centro de Búsqueda Agroscope, Zürich (ZH) – friso en hormigón reforzado, 40m por encima del área de entrada (Betonfries)
- 1968		Trü centro de deportes, Scuol (GR) – Pintura mural en la piscina interior
- 1970		escuela Pública Rämibühl, Rämistrasse 58, Zúrich (ZH) – Pinturas murales: cafetería, cafetería entrada, garaje-pasillos, escalera-atrio
- 1974		Cementerio Friedhof Uetliberg – Zürich (ZH) – Suelo de mosaico
- 1975		edificio Residencial, Klausstrasse 4, Zúrich (ZH) – Paisaje abstracto – entrada Principal lobby y escalera
- Anni ‘80	Casa Schmid  – Lionza (Centovalli – Ticino) @– Externo mural pintura

### Exposiciones
Schmid era un artista idealista e independiente, reacio a participar en el mercado del arte. Prefería vender su trabajo directamente a coleccionistas  que conocía personalmente. Sus exposiciones se realizaron únicamente por iniciativa de instituciones públicas o privadas.

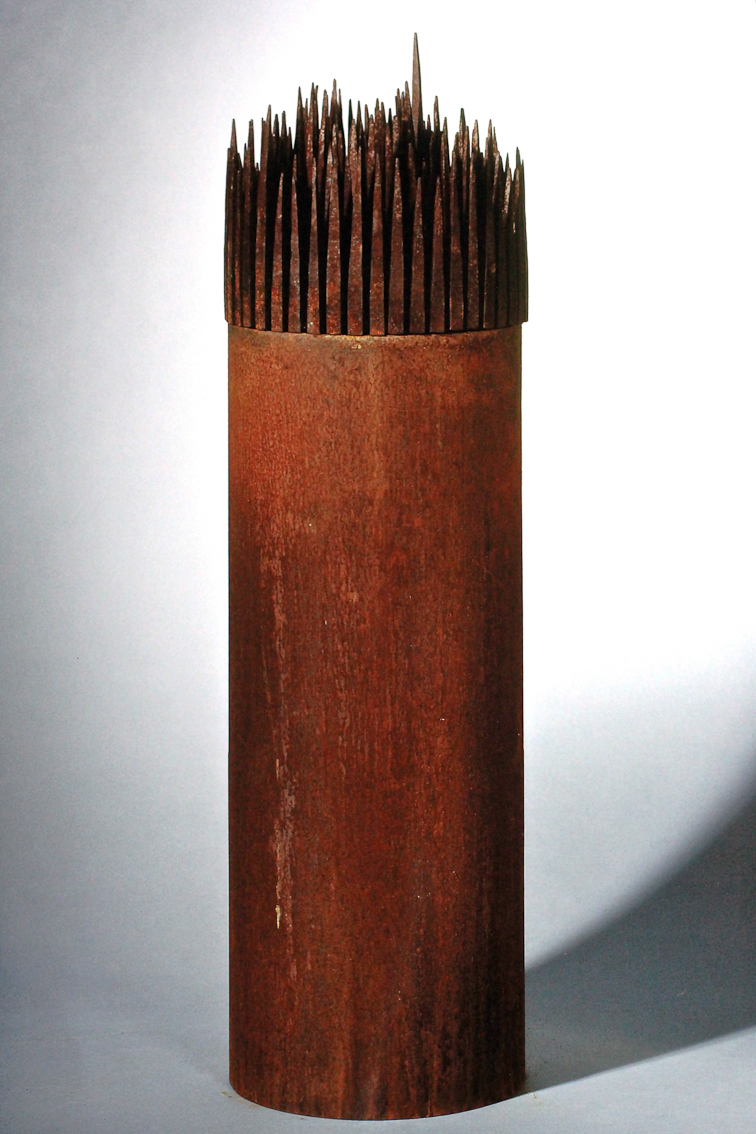
K. Schmid, Auschwitz (datado: 1960s) – Oxidised escultura de hierro, 145 x 45 cm

- En 1957, sus dibujos estuvieron exhibidos en el Dibujo de exposición “Grupo en el trabajo de pintores suizos jóvenes y escultores”, Bern, Kunsthalle, 3 de agosto de 1957 – 8 de septiembre de 1957.
- Su exposición retrospectiva única tuvo lugar en 1965, junto con su alumnado de la Escuela de Aplicó Artes: “Karl Schmid und seine Schuler” (Karl Schmid y su alumnado) – Helmhaus, Zúrich, 23 de enero de 1965 – 28 de febrero de 1965. En esta ocasión, el Kunsthaus Zurich adquirió el Dado de alivio de madera de cereza Lustmühle im Kanton Aargau. (El molino de placeres en el lado de Aargau).
- Exposición de solo, parte de una exposición colectiva: “Cinco artistas suizos” en el SKA en Werdmühleplatz, Zúrich, 6 Marcha 1991 – 19 de abril de 1991.[3]
- En 2004, la fundación Ritter-Hürlimann organizó la exposición póstuma Erinnerungen un Karl Schmid (Memorias de Karl Schmid). Uster, Villa Grunholzer, 1 de mayo de 2004 – 16 de mayo de 2004.

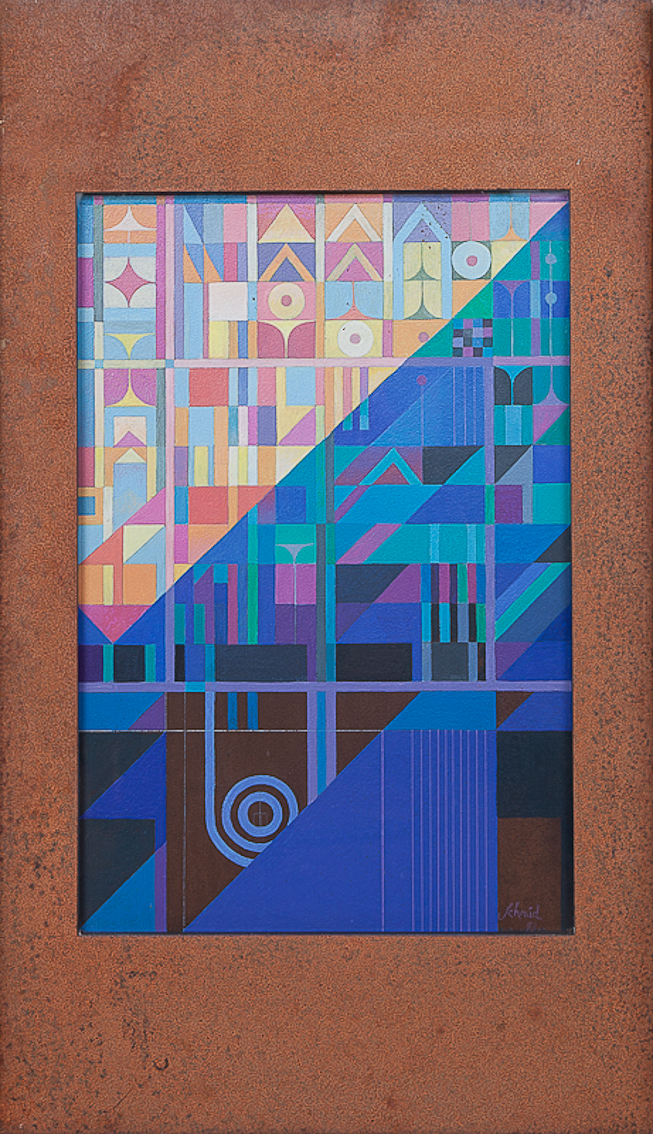
K. Schmid, Licht und Schatten – “Luces y sombras”, 1993 – Acuarela encima cartulina con oxidised marco de hierro 70 x 41 cm

## Carrera de Profesor
En 1944, Schmid empezó enseñar clases de dibujo científico en la Escuela de Zúrich de Artes aplicadas, después de recibir una invitación formal por el director Johannes Itten.
En 1956, se le confió la impartición de un curso preparatorio.. “ Acepte esta responsabilidad con devoción paternal. (...) Sus grandes ejemplos fueron Rudolf Steiner y Heinrich Pestalozzi, lo inspiraron para tratar su alumnado con el mayor respecto. Aportó muchas ideas nuevas a enseñar, empezando de los ejercicios más sencillos. Pero exigió que se hicieran con absoluta dedicación y perfecta artesanía. Guiaba constantemente a sus alumnos a vincularse con cualquier "belleza" que soñaran con sensibilidad, perseverancia y atención ".  “Karl Schmid es un maestro desde su nacimiento. Los elementos formales, los materiales, los procesos creativos internos son lo que transfiere al alumno. (…) Schmid no transfiere un estilo al alumno, sino todo su mundo alborotado ”.

### Los proyectos que implican su alumnado
- 1958 – El folleto Punktgeschichten / “Cuentos de puntos”, el cual vino a vida como proyecto de clase. “Con el más básico de instrumentos – una uña agudizada – su alumnado hizo incisiones en tablillas de madera de peral pulida. Los platos eran entonces enviados fuera para imprimir en una tienda de impresión local. Ejercicio de diseño ascéticamente simple, el alumnado estuvo hecho consciente de la infinida riqueza creativa que puede ser encontrada en todas las cosas, incluso en el elemento creativo más pequeño creado por la humanidad, el punto".
- 1962 – Ilustraciones para un herbarium: “Unkräuter”, (Weeds) para la compañía Ciba-Geigy.

“Todas las plantas salvajes de Suiza tuvieron que ser con exactitud representados en acuarelas. El trabajo entero duró siete años y al final incluyó aproximadamente 180 platos de acuarela dibujados con precisión extrema". En el mismo margen de tiempo, también organice una experiencia de diseño didáctico con los estudiantes: un juego de mesa de cubiertos de madera.
- 1965 – Gráfico re-asunto del “Historia Plantarum” por Conrad Gessner.
- 1965 – Schmid consigue una invitación  del Kunsthaus Zurich para exhibir sus piezas de arte en el Helmhaus.

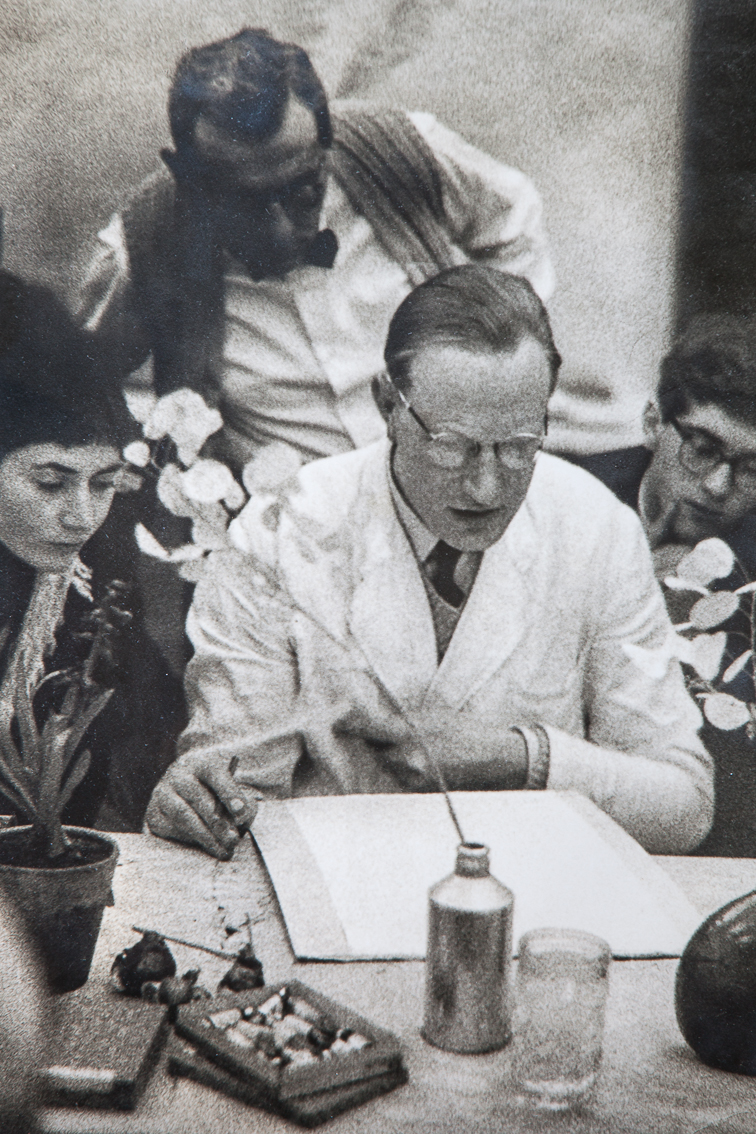
K. Schmid y su alumnado del Kunstgewerbeschule – Réplica de una foto de vendimia (del 1960s)

“Con mucho gusto acepte la invitación y propuesto a también exhibir los trabajos de su alumnado del curso preliminar y clase de ilustración científica. Consideró que su contribución educativa era una parte esencial de su trabajo creativo".
Max Bill, quién estuvo encargado para hacer una propuesta de reforma para la Escuela de Artes y Oficios, afirma en sus conclusiones que el instituto debe cerrarse debido a métodos de enseñanza anticuados. Considera innovadora sólo la enseñanza de unos pocos cursos, entre los que menciona el de Karl Schmid.

### El alumnado de Schmid
- Oliviero Toscani, fotógrafo publicitario y de moda, escritor, político, comunicador, creador de imagen corporativa y campañas publicitarias para Benetton, Chanel, Esprit, Fiorucci. Asistió el Zürcher Kunstgewerbeschule de 1961 a 1965. Toscani Recuerda que sea de hecho Schmid, quién le empujó para perseguir fotografía: atrás en el día, Toscani quiso ser un pintor. Schmid le tomó al Zoológico de Zúrich para dibujar animales (esto era uno  de los métodos de enseñanza habitual de Schmid) y después de revisar sus dibujos, amablemente le aconsejó que fuera fotógrafo.
- Harald Naegeli, era su estudiante de 1957 a 1962. Mejor sabido como el “Sprayer de Zurich”, precursor  a calle-arte, durante los años setenta tardíos.
- Hans Ruedi Giger, de 1959 a 1960. Pintor, diseñador, ilustrador y escultor. Trabajado en CGI/industria de efectos especiales; era detrás de la ideación/de creación, al lado con Carlo Rambaldi, la criatura protagonista de Alien , Oscar a los mejores efectos especiales en 1980.
- Kurt Laurenz Metzler, de 1958 a 1963. Escultor.
- Hardy Hepp, de 1962 a 1966. Pintor, diseñador y músico..
- Fredi M. Murer, de 1960 a 1964. Productor, guionista, escritor, narrador, fotógrafo y diseñador.
- Ernst Ghenzi, 1951–54. Escultor
- Leo Paul Erhardt, 1966–68. Escultor y fotógrafo (trabajados con Toscani).